# Atalaia (Paraná)
Atalaia é um município brasileiro do estado do Paraná.

## História
Entre 1943 e 1950 essas terras pertenciam ao município de Mandaguari. A história registra que no primeiro movimento, com os ideais de colonização do lugar, deu-se em Janeiro de 1950.
Em 1951, por causa da extensa área que compreendia o município de Mandaguari, teve-se o desmembramento e a criação do município de Nova Esperança, que então passou a responder pela jurisdição do pequeno povoado.
Em 14 de Dezembro de 1953, pela Lei Estadual nº 1.524, o núcleo de Atalaia foi elevado à condição de Distrito Administrativo de Nova Esperança, e desenvolvida pela Companhia de Melhoramentos Norte do Paraná. A ocupação e o povoamento foram facilitadas devido à fertilidade de seu solo e ao cultivo do café.
O termo "Atalaia" origina-se da posição geográfica, da sede municipal, e é definido: De onde se pode avistar ou vigiar o lugar, “local alto, semelhante à de uma sentinela”. Denominação dada pela companhia colonizadora através de seu Departamento Topográfico, dirigido por Wladimir Babkov. Existe cidade homônima no Estado de Alagoas e no Estado do Amazonas.

## Geografia
Possui uma área de 137,724 km² representando 0,0691 % do estado, 0,0244 % da região e 0,0016 % de todo o território brasileiro. Localiza-se a uma latitude 23º09'04" sul e a uma longitude 52º03'14" oeste, estando a uma altitude de 630 metros. Sua população estimada em 2005 era de 3.944 habitantes.[carece de fontes?]

### Demografia
Dados do Censo - 2000
População Total: 4.015
- Urbana: 3.327
- Rural: 688
- Homens: 2.067
- Mulheres: 1.948

Índice de Desenvolvimento Humano Municipal (IDH-M): 0,765
- IDH-Renda: 0,682
- IDH-Longevidade: 0,758
- IDH-Educação: 0,855

### Rodovias
- PR-218: Trecho Ângulo - Atalaia.
- PR-458: Trecho Atalaia - Entr. BR-376.
- PR-458: Trecho Flórida - Atalaia.

## Administração
- Prefeito: Carlos Eduardo Armelin Mariani (2021-2024)
- Vice-Prefeito: ?
- Presidente da Câmara: ? (2021/2022)